# Bienn
Bienn är en fanerogam växt som normalt behöver två år för att avsluta sin biologiska livscykel. Under det första levnadsåret får växten löv, stam och rötter. Under denna första växtsäsong samlar växten så mycket energirika föreningar i roten att den under sitt andra år inte bara kan sätta bladknoppar och skjuta skott utan även sätta blommor och frukt.
Under mer extrema klimatiska förhållanden kan biennerna avsluta sin livscykel mycket snabbt, tre till fyra månader istället för två år.